# Hobey Baker
Hobart Amory Hare Baker, detto Hobey (Bala Cynwyd, 15 gennaio 1892 – Toul, 21 dicembre 1918), è stato un hockeista su ghiaccio statunitense.

## Biografia
È nato in una comunità nel sud-est della Pennsylvania.
È membro della Hockey Hall of Fame dal 1945. Ha giocato con St. Paul's School, Princeton Tigers e St. Nicholas Hockey Club.
È deceduto in Francia a soli 26 anni a causa di un incidente aereo.